# Клакстон, Кейт
Кейт Клакстон (англ. Kate Claxton; 24 августа 1848 — 5 мая 1924) — американская театральная актриса.

## Биография
Кейт Элизабет Кон родилась в Сомервилле, штат Нью-Джерси. Впервые вышла на сцену в 1870 году, в одном из театров в Чикаго, в дуэте с Лоттой Крэбтри. В том же году присоединилась к театру Августина Дейли на Пятой авеню в Нью-Йорке. В 1872 году она стала работать в Театре Юнион-сквер под руководством А. М. Палмера, в основном играя комедийные роли. 
5 декабря 1876 года Кейт играла роль в пьесе «Двое сирот» в Бруклинском театре в Нью-Йорке. Во время спектакля вспыхнул пожар, в котором погибло 278 человек. Сама актриса сильно обгорела и получила психическое расстройство.
Кейт Клакстон дважды была замужем. Впервые вышла замуж в 1865 году за Исадора Лиона; позднее они развелись. 3 марта 1878 года она вышла замуж за Чарльза А. Стивенсона. От этого брака у них был сын Гарольд, который покончил жизнь самоубийством в 1904 году. В 1911 году Клакстон развелась со вторым мужем. Она умерла в 1924 году, в своей квартире в Нью-Йорке, была похоронена на бруклинском кладбище Грин-Вуд.
Некоторые историки предполагают, что город Клакстон в округе Эванс был назван в честь Кейт Клакстон.

## Оценки
Борис Акунин в своей книге «Кладбищенские истории» посвятил Кейт Клакстон несколько строк. Он так описывает жизненный путь актрисы:
Кейт Клакстон (1852—1924) была известнейшей актрисой своей эпохи, американской Ермоловой. Ее личная жизнь являла собой сплошную череду потрясений: сын покончил с собой, муж втайне от нее женился на другой актрисе, но репутацию женщины, навлекающей беду, Кейт заработала еще прежде того, в ранней молодости. Она была на сцене Бруклинского театра, когда там начался ужасный пожар, унесший 278 жизней. Сама актриса спаслась чудом, сильно обгорев и едва не повредившись рассудком. Вскоре после этого сгорела гостиница, в которой она остановилась во время гастролей, и с тех пор суеверные и малодушные зрители стали избегать спектаклей с ее участием.